# NGC 7027
NGC 7027 (другое обозначение — PK 84-3.1) — очень молодая планетарная туманность, которая расположена приблизительно в созвездии Лебедь на расстоянии около 3000 световых лет от Земли. Она была открыта французским астрономом Жаном Мари Эдуаром Стефаном в 1878 году. Это одна из самых изученных планетарных туманностей. Данный объект входит в число перечисленных в оригинальной редакции «Нового общего каталога».

## Характеристики
NGC 7027 — одна из самых маленьких, но в то же время одна из самых ярких планетарных туманностей в нашей Галактике. Её возраст составляет всего 600 лет. Размеры NGC 7027 составляют 0,2 на 0,1 световых лет, тогда как для типичной планетарной туманности характерен диаметр не менее 1 светового года.
В 2018 году в спектре NGC 7027 были обнаружены следы теллура — впервые за всю историю наблюдений. А в 2019 году в этой туманности впервые в истории были обнаружены ионы гидрида гелия.